# 알로하
알로하(Aloha)는 하와이에서 쓰이는 인삿말로 안녕을 묻는 상황에서 사용된다.
사랑, 애정, 평화, 연민, 자비를 뜻하는 하와이어 단어로 일반적으로 간단한 인사말로 사용되지만 하와이 원주민에게는 더 깊은 문화적, 영적 의미를 지닌다.
이 단어는 모든 폴리네시아 언어에서 발견되며 항상 "사랑, 연민, 동정, 친절"이라는 동일한 기본 의미를 가지고 있다. 메리 카웨나 푸쿠이(Mary Kawena Pukui)는 알로하의 "첫 번째 표현"이 부모와 자식 사이에 있다고 썼다.
로린 앤드루스(Lorrin Andrews)는 하와이어 사전(A Dictionary of the Hawaiian Language)이라는 최초의 하와이어 사전을 저술했다. 그 안에서 그는 알로하를 "다른 감정을 표현하는 단어: 사랑, 애정, 감사, 친절, 연민, 연민, 슬픔, 만남의 현대 공통 인사말, 이별"이라고 설명한다. 메리 카웨나 푸쿠이와 사무엘 호이트 엘버트(Samuel Hoyt Elbert)의 하와이어 사전: 하와이어-영어, 영어-하와이어(Hawaiian Dictionary: Hawaiian-English, English-Hawaiian)도 유사한 정의를 포함한다. 인류학자인 프랜시스 뉴턴(Francis Newton)은 "알로하는 복잡하고 심오한 감정이다. 이러한 감정은 정의를 거부한다"라고 말한다. 애나(Anna Wierzbicka)는 이 용어가 "영어에 상응하는 것이 없다"고 결론지었다.
하와이주는 1986년에 주 공무원과 판사가 대중을 알로하로 대우하도록 규정하는 알로하 정신법을 도입했다.

## 같이 보기
- 앗살라무 알라이쿰
- 나마스테
- 샬롬